# Kansas Lottery 300
Das Kansas Lottery 300 ist ein Autorennen der NASCAR Nationwide Series, welches seit 2001 jährlich auf dem Kansas Speedway in  Kansas City, Kansas stattfindet. Es geht über eine Distanz von 300 Meilen, was 482,8 Kilometern entspricht. Im Jahre 2004 kam es zu einem „Green-White-Checkered-Finish“, einer Verlängerung des Rennens aufgrund einer späten Gelbphase. Joe Nemechek gewann damals das Rennen.

## Bisherige Sieger
| Saison | Datum         | Sieger        | Hersteller |
| ------ | ------------- | ------------- | ---------- |
| 2001   | 29. September | Jeff Green    | Ford       |
| 2002   | 28. September | Jeff Burton   | Ford       |
| 2003   | 4. Oktober    | David Green   | Pontiac    |
| 2004   | 9. Oktober    | Joe Nemechek  | Chevrolet  |
| 2005   | 8. Oktober    | Kasey Kahne   | Dodge      |
| 2006   | 30. September | Kevin Harvick | Chevrolet  |
| 2007   | 29. September | Kyle Busch    | Chevrolet  |
| 2008   | 27. September | Denny Hamlin  | Toyota     |
| 2009   | 3. Oktober    | Joey Logano   | Toyota     |
| 2010   | 2. Oktober    | Joey Logano   | Toyota     |